# Amphisbaena pretrei
Amphisbaena pretrei е вид влечуго от семейство Amphisbaenidae. Видът е незастрашен от изчезване.

## Разпространение
Разпространен е в Бразилия.